# 久我通博
久我 通博（こが みちひろ）は、室町時代中期から後期にかけての公卿。太政大臣・久我清通の子。官位は従一位・太政大臣。
文明5年（1473年）までの名は、通尚（みちなお）。

## 官職歴
初期経歴不明
- 嘉吉2年（1442年）以前 - 文安元年（1444年）　右近衛中将
- 嘉吉3年3月16日（1443年4月16日） - 文安元年（1444年）　尾張権守
- 文安元年3月29日（1444年4月17日） - 文安5年正月29日（1448年3月4日）　権中納言
- 文安5年正月29日（1448年3月4日） - 寛正2年8月11日（1461年9月15日）　権大納言
- 寛正2年8月11日（1461年9月15日） - 寛正5年正月（1464年2月）　内大臣
- 寛正2年8月11日（1461年9月15日） - 寛正4年6月2日（1463年6月18日）　右近衛大将
- 寛正5年11月28日（1464年12月26日） - 寛正7年正月16日（1466年2月1日）　右大臣
- 文明13年7月26日（1481年8月21日） - 文明14年10月7日（1482年11月17日）　太政大臣

## 位階歴
- 嘉吉2年正月10日（1442年2月20日）　従三位
- 文安3年正月5日（1446年1月31日）　正三位
- 宝徳3年正月5日（1451年2月6日）　従二位
- 享徳3年正月5日（1454年2月2日）　正二位
- 寛正7年正月6日（1466年1月22日）　従一位

## 系譜
- 父：久我清通（1393-1453）
- 母：不詳
- 妻：薄以盛の娘
  - 男子：久我豊通（1459-1536）
- 生母不明の子女
  - 男子：久我嗣通
  - 男子：中院通世 - 中院家11代
  - 男子：益遍
  - 男子：尊海